# Weidenbrunnen (Waldstein)

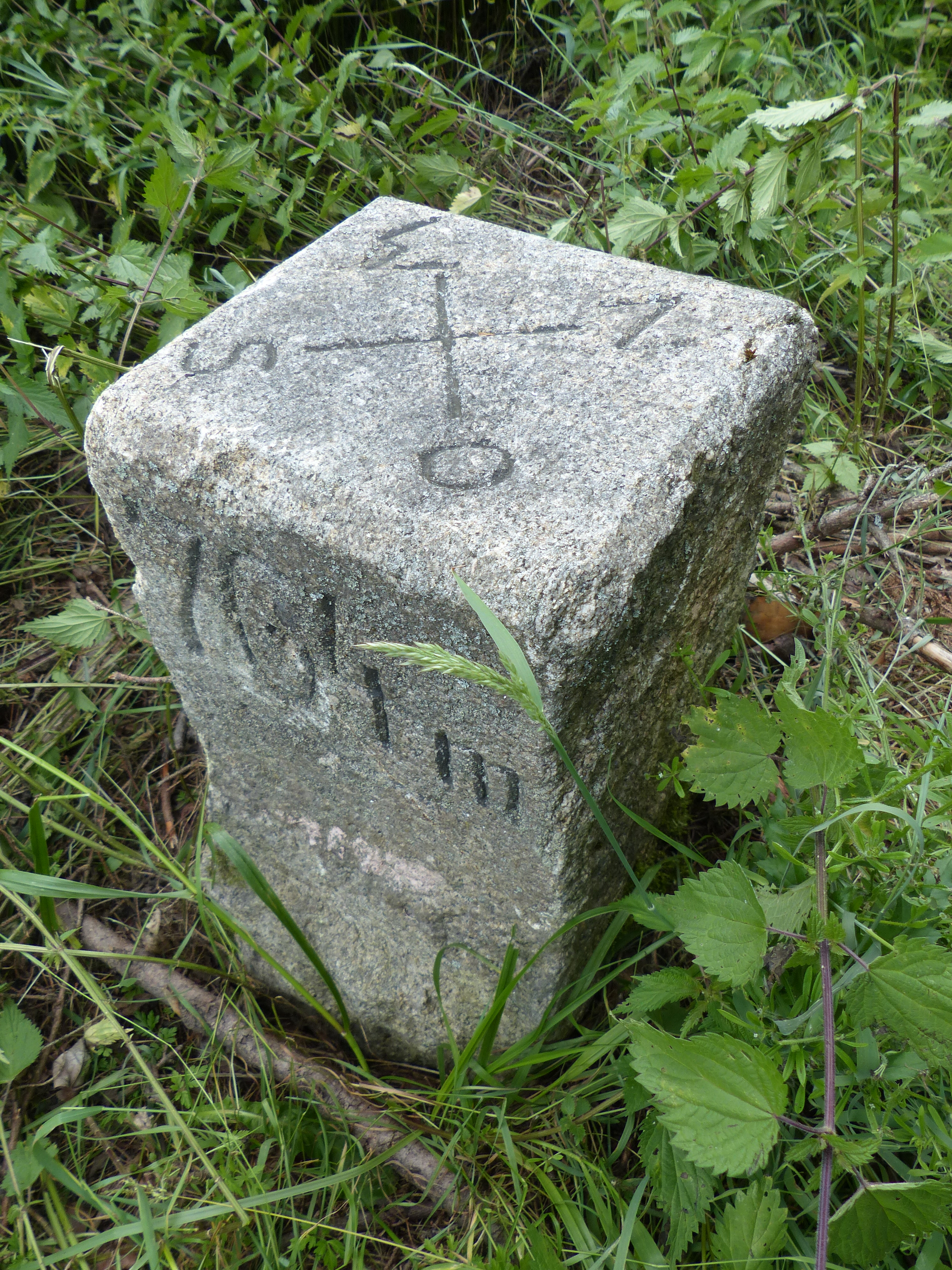
Granitstein an der Wegkreuzung mit Höhenangabe 764 m ü.NN und Anzeige der Himmelsrichtungen

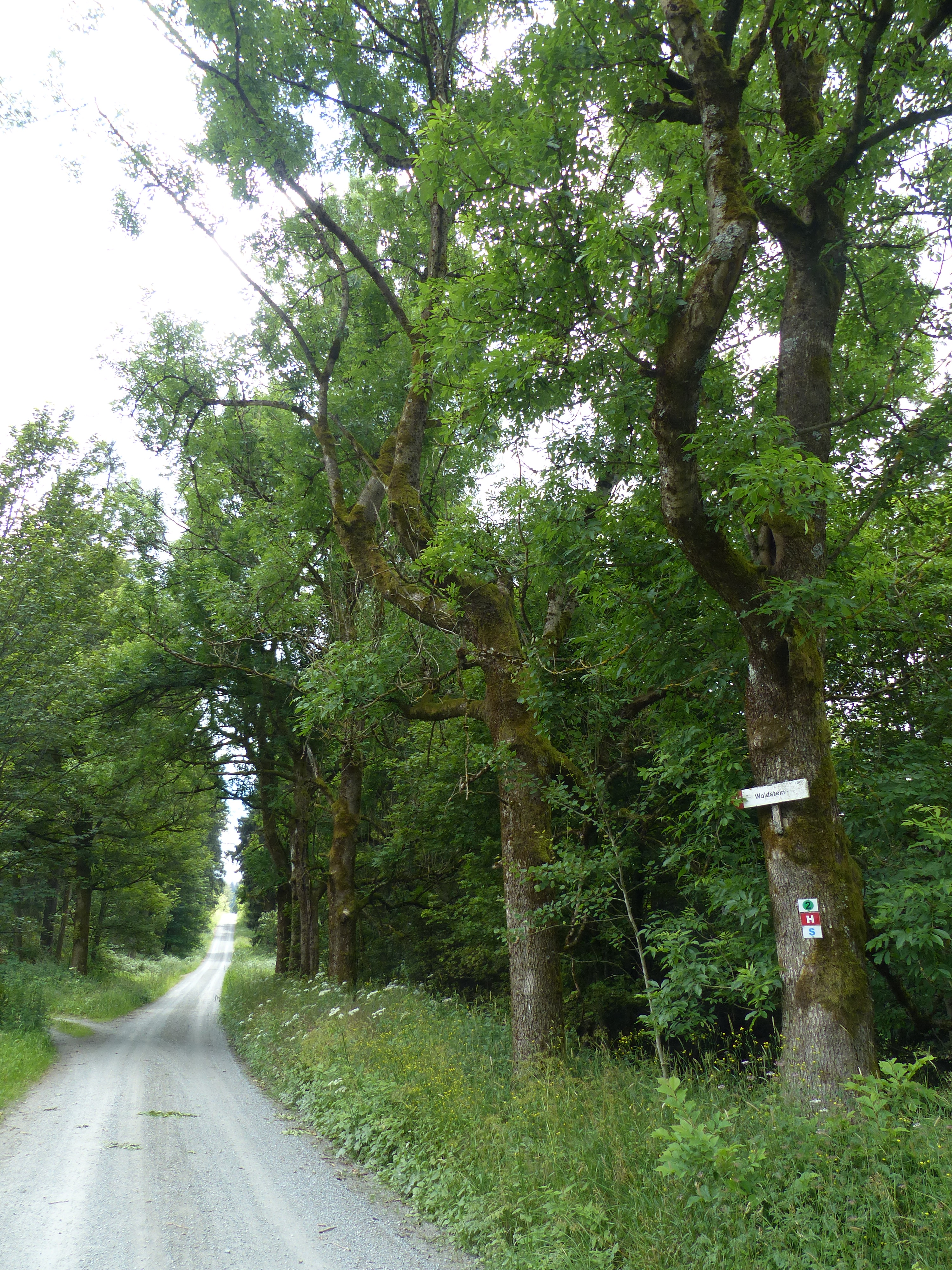
Höhenweg mit Blickrichtung zum Wanderparkplatz

Der Weidenbrunnen ist eine Quelle in der Gemeinde Sparneck und ein Naturdenkmal im Landkreis Hof.
Die Quelle liegt im Sparnecker Forst an einer strahlenförmigen Wegkreuzung, nahe dem Ort Reinersreuth und dem Kleinen Waldstein, zwischen Bergkopf und Großem Waldstein auf 760 m ü. NN. Dort verläuft der Höhenweg durch den Sparnecker Forst. Im Südwesten befindet sich der Steinbruch am Reutberg. Das Wasserwirtschaftsamt Hof und das Bayerische Landesamt für Wasserwirtschaft betreiben am Weidenbrunnen eine langfristige gewässerkundliche Messstelle. Unmittelbar anschließend befinden sich der Pflanzgarten des Forstamtes sowie einige Waldwiesen. Das Wasser des Weidenbrunnens fließt nach Westen in Richtung Reinersreuth und speist über den Kälbergraben die Saale.